# Vlaamse gevel

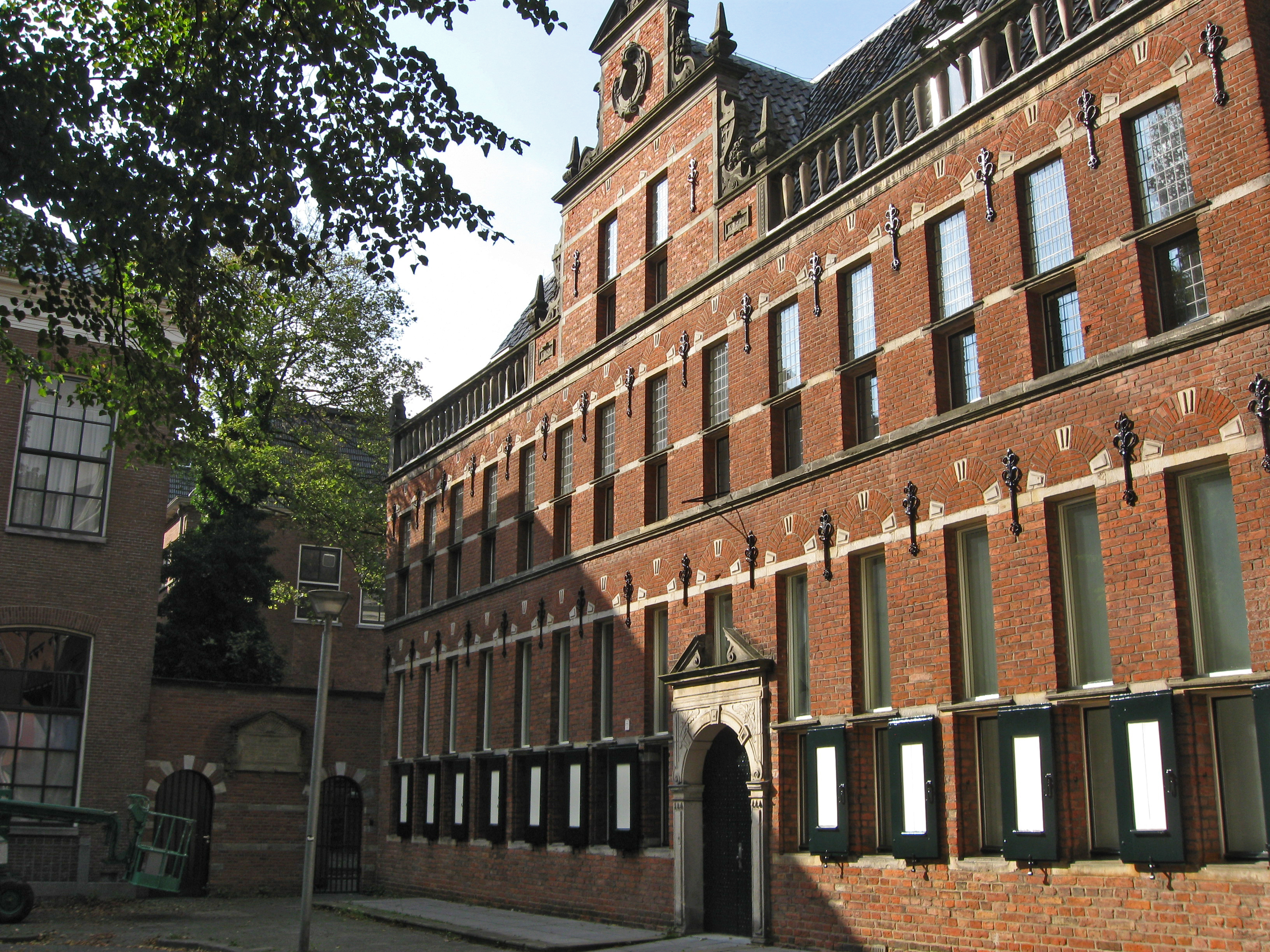
Vlaamse gevel: Rechtbank Groningen, Guyotplein 3. Ook de Oude rechtbank aan de Oude Boteringestraat heeft een Vlaamse gevel.

Een Vlaamse gevel is de voorgevel van een dakkapel die in hetzelfde vlak ligt als de gevel van het gebouw. De Vlaamse gevel kan op veel verschillende manieren worden uitgevoerd, bijvoorbeeld als tuitgevel, klokgevel of lijstgevel. De Vlaamse gevel wordt ook wel aangeduid als dakerker of dakhuis, maar die laatste term wordt ook in andere betekenissen gebruikt.
Het fenomeen komt internationaal voor, maar de term Vlaamse gevel is uitsluitend in Nederland gangbaar. Bekende gebouwen met de Vlaamse gevel zijn de Kloveniersdoelen in Middelburg en het Stadhuis van Rotterdam.

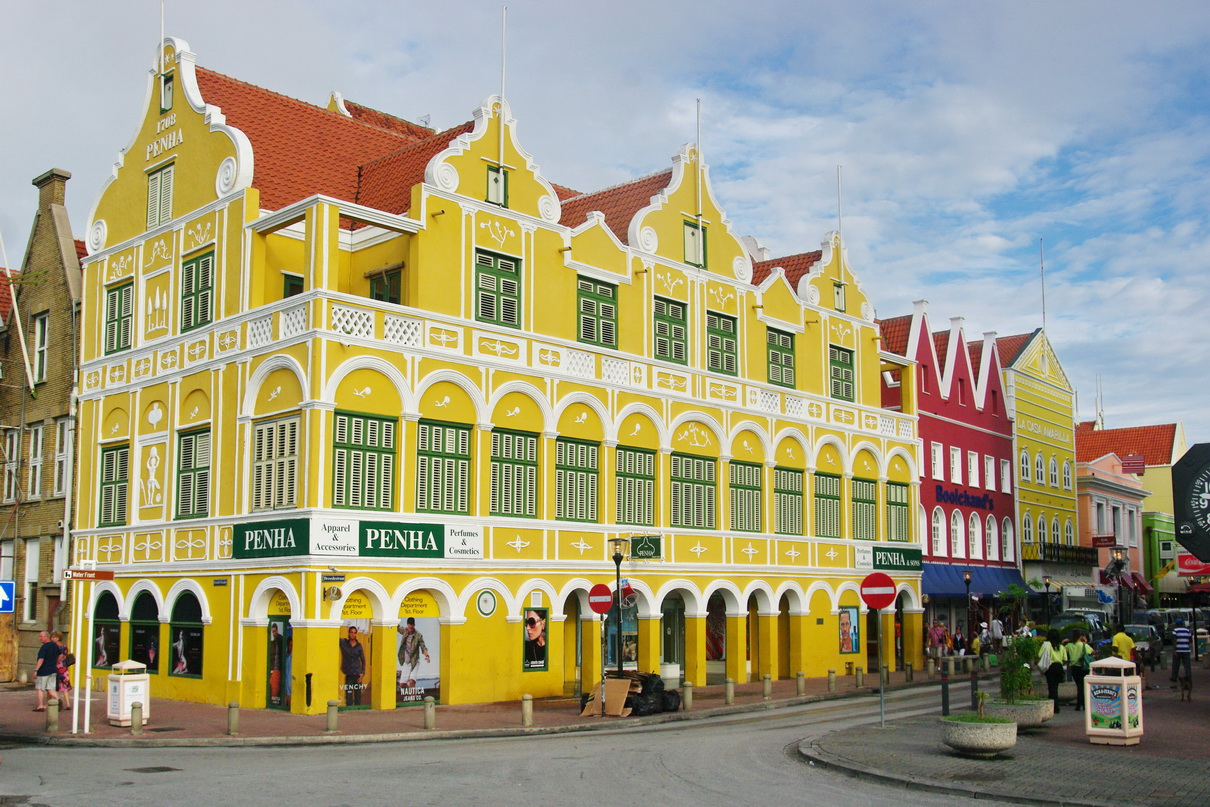
Curaçao, Vlaamse gevels van het Penhagebouw en het gebouw ernaast.

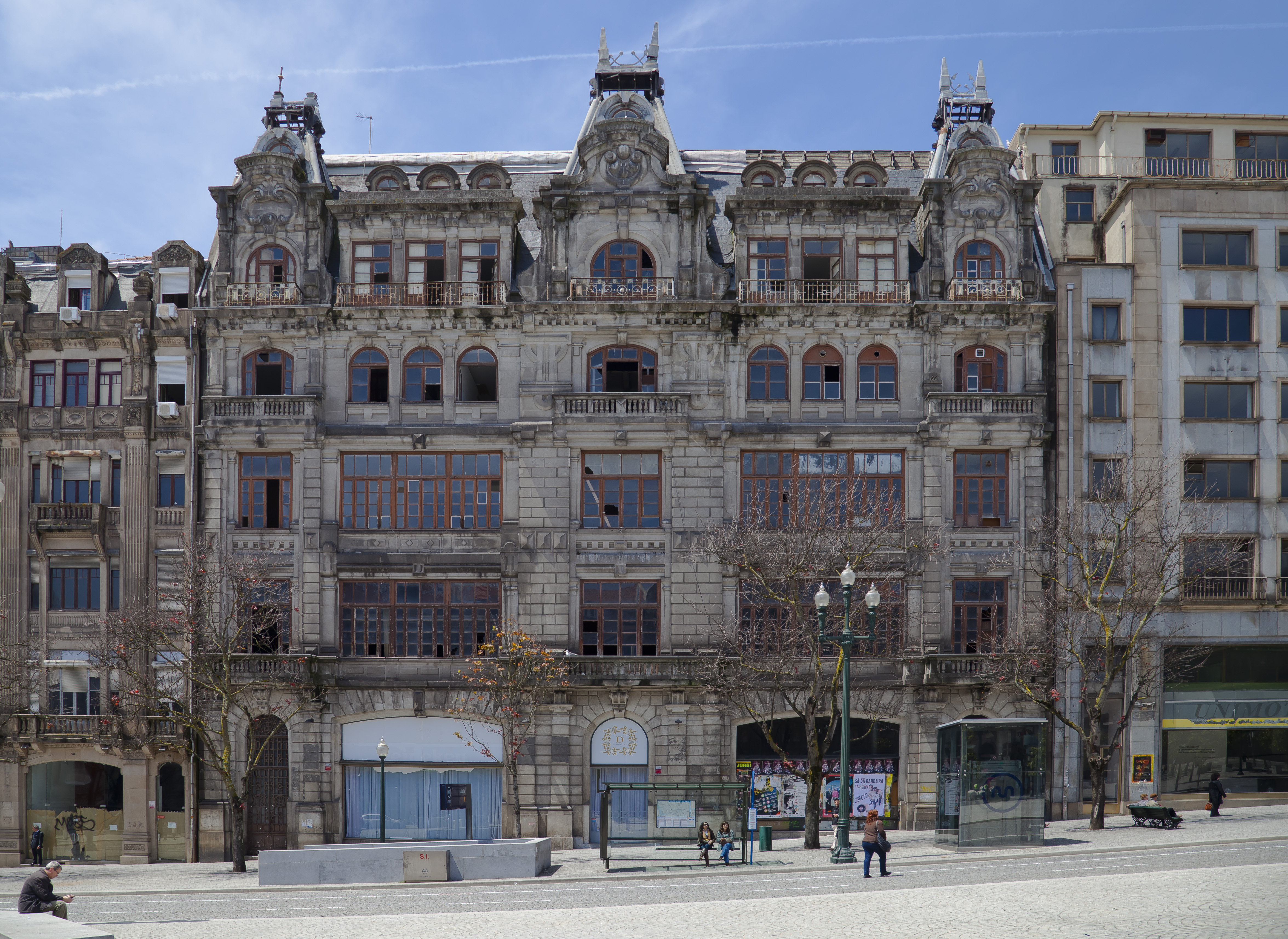
Vlaamse gevel in Porto, Portugal